# Oswald Morris
Oswald Morris (ur. 22 listopada 1915 w Londynie, zm. 17 marca 2014 w Fontmell Magna w hrabstwie Dorset) – brytyjski operator filmowy. Laureat Oscara za zdjęcia do filmu Skrzypek na dachu (1971) Normana Jewisona. Był dwukrotnie nominowany do tej nagrody za zdjęcia do filmów: Oliver! (1968) Carola Reeda i Czarnoksiężnik z krainy Oz (1978) Sidneya Lumeta.
W 1998 został odznaczony Orderem Imperium Brytyjskiego IV klasy (OBE).
Zmarł w swoim domu w miejscowości Fontmell Magna w 2014.

## Filmografia

### Operator
- Moulin Rouge (1952)
- Pobij diabła (1953)
- Pan Ripois (1954)
- Piękny Brummel (1954)
- Człowiek, którego nie było (1956)
- Moby Dick (1956)
- Bóg jeden wie, panie Allison (1957)
- Pożegnanie z bronią (1957)
- Klucz (1958)
- Korzenie niebios (1958)
- Nasz człowiek w Hawanie (1959)
- Miłość i gniew (1959)
- Music-hall (1960)
- Działa Navarony (1961)
- Lolita (1962)
- Diabeł nigdy nie śpi (1962)
- Czas rozprawy (1962)
- Zakochane stewardesy (1963)
- W niewoli uczuć (1964)
- Zjadacz dyń (1964)
- Wzgórze (1965)
- Bitwa pod Villa Fiorita (1965)
- Szpieg, który przyszedł z zimnej strefy (1965)
- Mister Moses (1965)
- W zwierciadle złotego oka (1967)
- Poskromienie złośnicy (1967)
- Wielka Katarzyna (1968)
- Oliver! (1968)
- Do widzenia, panie Chips (1969)
- Opowieść wigilijna (1970)
- Skrzypek na dachu (1971)
- Detektyw (1972)
- Lady Caroline Lamb (1972)
- Dracula (1973)
- Człowiek Mackintosha (1973)
- Akta Odessy (1974)
- Człowiek ze złotym pistoletem (1974)
- Człowiek, który chciał być królem (1975)
- Obsesja Sherlocka Holmesa (1976; film znany także pt. Siedmioprocentowy roztwór)
- Jeździec (1977)
- Czarnoksiężnik z krainy Oz (1978)
- Co jest grane (1980)
- Muppety na tropie (1981)
- Ciemny kryształ (1982)